# Hemos (mitologia)
|  | Pel que fa a les muntanyes de Tràcia vegeu Hemos. |

Hemos (en grec antic Αἷμος) va ser, segons la mitologia grega, un dels fills de Bòreas i d'Oritia, i per tant, germà dels Borèades Càlais i Zetes.
Es va casar amb Ròdope, la filla del déu-riu Estrímon. El dos van regnar sobre Tràcia. Van tenir un fill, Hebros, epònim del riu que porta aquest nom. Hemos i Ròdope van tenir el desvergonyiment de fer-se adorar com a déus, i van prendre el nom de Zeus i d'Hera. Per castigar-los per aquest sacrilegi van ser transformats en muntanyes, l'Hemus i Ròdope.